# Bateria de Caiena

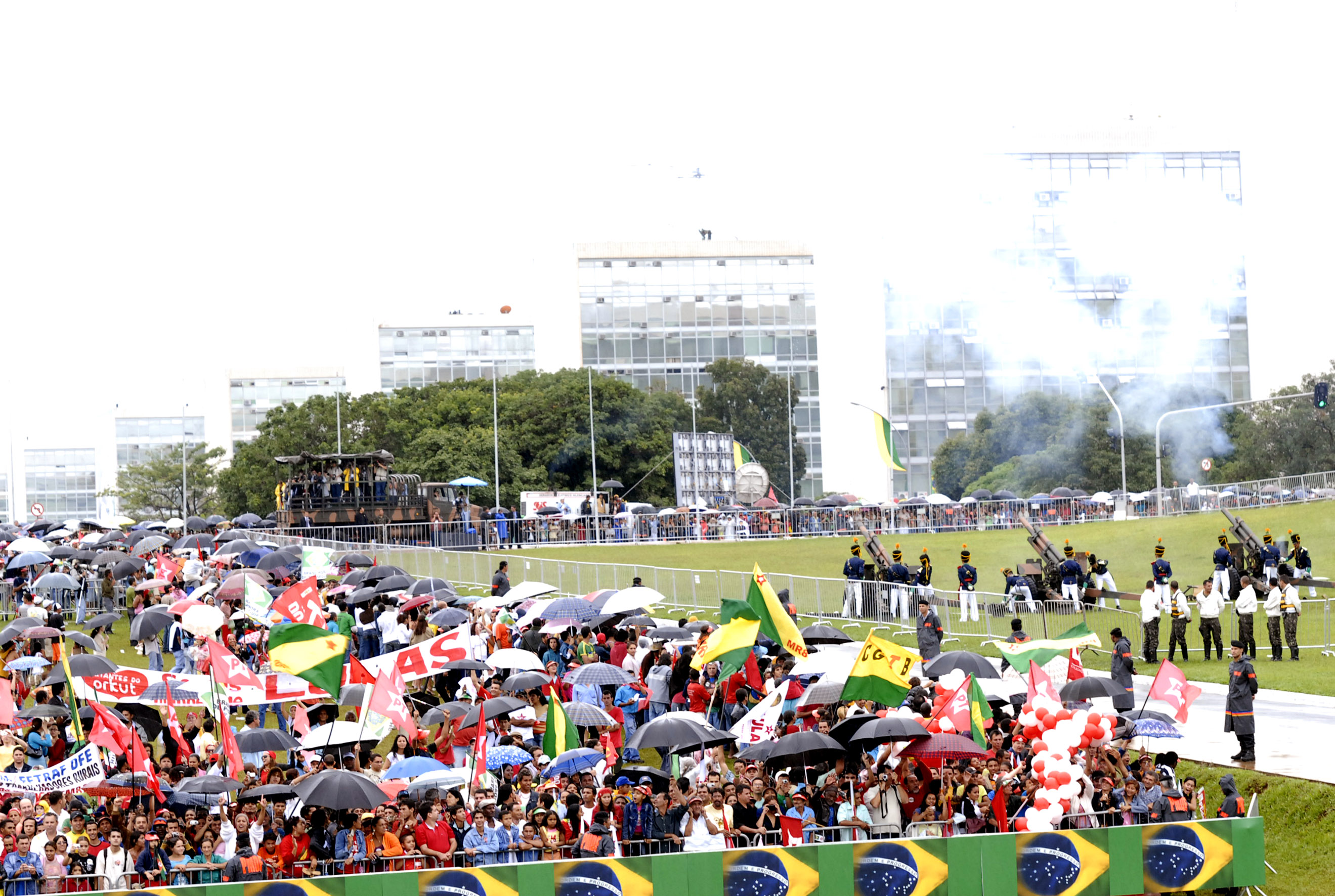
Bateria de Caiena executando a salva de 21 tiros.

A Bateria Caiena (formalmente, A Histórica Bateria de Caiena) do Exército Brasileiro é uma das três unidades militares que compõem a guarda de honra do presidente da republica, as demais sendo o 1º Regimento de Cavalaria de Guardas - RCG  ) - "Os Dragões da Independência  " e do Batalhão da Guarda Presidencial ( Ou BGP). Ela usa canhões puxados por cavalos e é responsável por Salva de 21 tiros em cerimônias especiais.

## História
Em 1808, a família real de Portugal se refugiou no Brasil durante as Guerras Napoleônicas. Em 10 de junho de 1808, Dom João VI declarou guerra à França e enviou 470 soldados à Guiana Francesa para dar apoio à Marinha Real. Em 12 de janeiro de 1809, essas tropas conquistaram Caiena, capturando o governador da Guiana. Os portugueses mantiveram presença na Guiana até 1817.
Em 1815, o status do Brasil foi elevado a categoria de Reino. As tropas portuguesas no Brasil, algumas das quais já estavam anteriormente estacionadas lá, uniram-se sob o comando direto do Ministério da Guerra do Brasil e, assim, em homenagem à vitória em Caiena, a bateria de artilharia que ali se instalou foi oficialmente rebatizada como Bateria de Caiena.

## Referencias
1. ↑  «Bateria Historica de Caiena». Presidencia da Republica. Consultado em 14 de Março de 2008